# بطولة كرة القدم الألمانية 1911
بطولة كرة القدم الألمانية 1911 هو الموسم 9 من بطولة كرة القدم الألمانية ‏. أقيم خلال الفترة 7 مايو 1911 وحتى 4 يونيو 1911، وأشرف على تنظيمه اتحاد ألمانيا لكرة القدم، وكان عدد الأندية المشاركة فيه 8، وفاز فيه فيكتوريا برلين.